# Vuelve (canción de Daddy Yankee y Bad Bunny)
«Vuelve» es una canción de los cantantes puertorriqueños Daddy Yankee y Bad Bunny. Fue publicada el 29 de septiembre de 2017, bajo el sello El Cartel Records, incluido su video musical dirigido por Daniel Durán.
La canción fue escrita por Ramón Ayala, Luian Malavé, Benito Martínez, Carlos Ortiz, Xavier Semper y Edgar Semper, y fue producida por Mambo Kingz y DJ Luian. Comercialmente, la canción alcanzó su punto máximo en el número seis en República Dominicana y en el número 11 en la lista de Hot Latin Songs de Estados Unidos.

## Producción
"Vuelve" es una canción con una duración de 4:38 s. La letra ha sido descrita como "una canción de falta de amor" que cuenta la historia de un hombre que le dice a su exnovia que la extraña y que sabe que ella también lo extraña, a pesar de que ya está con otro hombre.

## Performance comercial
"Vuelve" fue lanzado para tiendas digitales y plataformas de transmisión el 29 de septiembre de 2017 por el sello de Daddy Yankee, El Cartel Records bajo licencia exclusiva de Universal Music Latin. Fue el 88vo mejor single con mejor desempeño de 2017 en la tabla Hot Latin Songs de los Estados Unidos. En España, el sencillo alcanzó el puesto número 17 y recibió una certificación de platino de Productores de música en español (PROMUSICAE) para unidades de más de 40,000 ventas más transmisiones de pistas equivalentes.

## Créditos
- Bad Bunny – cantante, escritor
- Luian Malavé – productor, sonidista
- Carlos Ortíz – escritor
- Xavier Semper – productor, escritor
- Edgar Semper – productor, escritor
- Daddy Yankee – escritor, cantante

## Posicionamiento en listas
| Lista (2017)                          | Mejor posición |
| ------------------------------------- | -------------- |
| República Dominicana (Monitor Latino) | 6              |
| España (PROMUSICAE)                   | 17             |
| Estados Unidos (Hot Latin Songs)      | 11             |

| Lista (2017)                | Posición |
| --------------------------- | -------- |
| Hot Latin Songs (Billboard) | 88       |

## Certificaciones
| País   | Organismo certificador | Certificación | Ventas | Ref.  |
| ------ | ---------------------- | ------------- | ------ | ----- |
| España | PROMUSICAE             | Platino       | 60 000 | [ 9 ] |